# Cometa rasant
Un cometa rasant al sol és un cometa que passa molt a prop del sol en el seu periheli, algunes vegades a pocs milers de quilòmetres tan sols. Mentre els petits cometes rasants es poden evaporar completament amb tan sols una passada, els més grans poden sobreviure a diverses passades al periheli. Això no obstant, la forta evaporació i les forces de marea que experimenten fan que tot sovint es fragmentin.

## Origen
Els cometes amb una alta inclinació orbital i amb distància al sol menor de 2 unitats astronòmiques estan més subjectes a les pertorbacions gravitatòries que tenen l'efecte de reduir el periheli a distàncies molt petites. També, s'ha suggerit que el cometa Hale-Bopp té una probabilitat del 15% de convertir-se en cometa rasant.
Si els cometes rasants són cometes força comuns, originaris del núvol d'Oort o del Hills, els astrònoms pensen que els diferents grups de cometes rasants tenen l'origen en un cometa gran fragmentat a poc a poc.

## Descobriment
Els cometes rasants foren descoberts quan els astrònoms es posaren a calcular les òrbites dels grans cometes. El primer identificat com a tal fou el gran cometa de 1680. Els càlculs indicaren que passà a tan sols 200 000 km (0,0013 AU) de la superfície solar, el que correspon a aproximadament la meitat de la distància Terra-Lluna.
Molts dels cometes molt brillants s'ha demostrat que eren cometes rasants. Els grans cometes de 1843, 1880, 1882, 1887 o 1945. presentaren unes òrbites no tan sols rasants sinó que molt properes, la qual cosa feu pensar els científics en un principi que es tractava del mateix cometa amb una periodicitat alterada en cada passatge. El 1880, es proposà la hipòtesi que molts cometes rasants serien trossos d'un mateix cometa que s'hauria fragmentat. Aquest hipòtesi es reforçà amb el Gran cometa de setembre de 1882 que es trencà en diferents fragments.
El 1888, Heinrich Kreutz calculà que molts d'aquests cometes, es podien explicar pel trencament d'un cometa rasant gran. S'observaren cometes d'aquest tipus el 1945, 1963 i 1965). Els cometes d'aquest tipus es coneixen com a cometes de Kreutz.
L'estudi dels comentes rasants tingué un gran avenç el 1970 amb el llançament dels primers satèl·lits d'observació del Sol. L'instrument SOLWIND de satèl·lit P78-1 descobrí 6 cometes rasants entre 1978 i 1984. Posteriorment fou la coronografia de la missió Solar Maximum Mission (SMM), llançada el 1980, reparada en òrbita el 1984 qui en descobrí 10 més entre 1987 i 1989. Però sobretot la sonda SoHO, llançada el 1995 que permeté el descobriment de centenars de cometes, sovint per aficionats observant les imatges en temps real a internet. L'estudi estadístic de les dades recollides permet classificar els cometes rasants en diferents grups.

## Cometes rasants de Kreutz
Els cometes de Kreutz, són els més famosos, tots originats a partir d'un cometa gegant que es trencà durant el primer passatge prop del sol. Un cometa extremadament brillant vist per Aristòtil i Èfor al 371 aC. Seria un possible candidat.
Aquest grup de cometes conté el 94% dels cometes rasants i fou reconegut el 1880; està dividit en dos subgrups, que representarien la divisió successiva dels dos fragments del cometa original.
Reben el seu nom de l'astrònom Heinrich Kreutz que fou el primer a demostrar la relació entre els cometes.
Alguns membre de la família Kreutz s'han convertit en grans cometes, visibles prop del sol inclús a la llum del dia. El més recent fou el Cometa Ikeya-Seki el 1965, que podria ser el cometa més brillant del mil·lenni passat. S'ha suggerit que un nou grup de cometes del sistema de Kreutz podria arribar a les proximitats del sol en les properes dècades.

## Altres cometes rasants
El 83% dels nous cometes rasants observats per la SOHO són membres del grup de Kreutz. El 17% restants està format per cometes rasants esporàdics.
El gran cometa de 1680 fou un cometa rasant i fou utilitzat per Newton per verificart les equacions de Kepler sobre el moviment orbital, sembla que aquest cometa no pertany a cap grup gran conegut.
- El grup de Marsden identificat el 2002;[5][6]
- El grup de Meyer també identificat el 2002;[5][7]

Se n'ha proposat dos grups més amb 3 i 5 membres respectivament, molts menys que els 100 dels grups Marsden i Meyer.
- El grup de Kracht I;[8]
- El grup de Kracht II.[9]

Els grups Marsden i Kracht semblen estar relacionats amb el cometa96P/Machholz, que també seria l'origen de dues pluges de meteors, els Quadràntids i els Ariètids.